# Persone di cognome Baldwin
| Questa pagina contiene informazioni ricavate automaticamente dalle voci biografiche con l'ausilio del template Bio e di un bot. L'aggiornamento è periodico e automatico e ricostruisce completamente la pagina. Se manca una persona in questa lista, sei pregato di non aggiungerla, ma accertati piuttosto che la sua voce biografica contenga il template Bio e che i dati anagrafici siano correttamente compilati. Se il template Bio manca, inseriscilo tu stesso o, in alternativa, metti l'avviso {{tmp\|Bio}} che ne segnala la mancanza. Se i dati riportati sono sbagliati, correggi direttamente la voce biografica; le modifiche saranno visibili in questa lista entro pochi giorni. Per chiarimenti vedi il progetto biografie. La lista contiene solo le 44 persone che sono citate nell'enciclopedia e per le quali è stato implementato correttamente il template Bio. Pagina aggiornata al 3 nov 2022. |

Questa è una lista di persone presenti nell'enciclopedia che hanno il cognome Baldwin, suddivise per attività principale.

## Allenatori di pallacanestro(1)
- Tab Baldwin, allenatore di pallacanestro statunitense (Jacksonville, n.1958)

## Attori(11)
- A. Michael Baldwin, attore, produttore cinematografico e sceneggiatore statunitense (Los Angeles, n.1963)
- Adam Baldwin, attore statunitense (Chicago, n.1962)
- Alec Baldwin, attore e attivista statunitense (Amityville, n.1958)
- Daniel Baldwin, attore, regista e produttore cinematografico statunitense (Massapequa, n.1960)
- Dougie Baldwin, attore australiano (Melbourne, n.1996)
- Joseph Baldwin, attore, regista e produttore cinematografico statunitense (New York, n.1970)
- Judith Baldwin, attrice statunitense (Washington, n.1946)
- Kate Baldwin, attrice e cantante statunitense (Evanston, n.1975)
- Pax Baldwin, attore e cantante britannico (Shrewsbury, n.1991)
- Stephen Baldwin, attore, regista e attivista statunitense (Massapequa, n.1966)
- William Baldwin, attore statunitense (Massapequa, n.1963)

## Calciatori(3)
- Jack Baldwin, calciatore inglese (Barking, n.1993)
- Jimmy Baldwin, calciatore e allenatore di calcio inglese (Blackburn, n.1922 - † 1984)
- Tommy Baldwin, ex calciatore inglese (Gateshead, n.1945)

## Cestisti(3)
- Agnes Baldwin, cestista statunitense (Cross Plains, n.1926 - † 2001)
- Diante Baldwin, cestista statunitense (Greensboro, n.1994)
- Kamar Baldwin, cestista statunitense (Winder, n.1997)

## Chimici(1)
- Jack Baldwin, chimico britannico (Londra, n.1938 - Oxford, † 2020)

## Chitarristi(1)
- Mark Baldwin, chitarrista e compositore statunitense (New York, n.1953)

## Ciclisti su strada(1)
- Chris Baldwin, ex ciclista su strada statunitense (Chicago, n.1975)

## Esploratori(1)
- Evelyn Baldwin, esploratore statunitense (Springfield, n.1862 - Washington, † 1933)

## Giocatori di football americano(1)
- Jonathan Baldwin, giocatore di football americano statunitense (Aliquippa, n.1989)

## Giocatori di poker(1)
- Bobby Baldwin, giocatore di poker statunitense (Tulsa, n.1950)

## Giornalisti(1)
- Brooke Baldwin, giornalista e scrittrice statunitense (Atlanta, n.1979)

## Imprenditori(1)
- Matthias William Baldwin, imprenditore statunitense (Elizabeth, n.1795 - Filadelfia, † 1866)

## Insegnanti(1)
- Peter Baldwin, docente e filantropo statunitense (n.1956)

## Modelli(1)
- Karen Dianne Baldwin, modella canadese (London, n.1963)

## Musicisti(1)
- Bruce Johnston, musicista e cantante statunitense (Los Angeles, n.1942)

## Pianisti(1)
- Dalton Baldwin, pianista statunitense (Summit, n.1931 - † 2019)

## Piloti automobilistici(1)
- Johnny Baldwin, pilota automobilistico statunitense (Fresno, n.1922 - Sonora, † 2000)

## Piloti motociclistici(1)
- Mike Baldwin, pilota motociclistico statunitense (Pasadena, n.1955)

## Polistrumentisti(1)
- John Paul Jones, polistrumentista e compositore britannico (Sidcup, n.1946)

## Politici(4)
- Chuck Baldwin, politico statunitense (La Porte, n.1952)
- Henry Baldwin, politico statunitense (Coventry, n.1814 - Detroit, † 1892)
- Robert Baldwin, politico canadese (York, n.1804 - York, † 1858)
- Stanley Baldwin, politico britannico (Bewdley, n.1867 - Stourport-on-Severn, † 1947)

## Psicologi(1)
- James Mark Baldwin, psicologo statunitense (Columbia, n.1861 - Parigi, † 1934)

## Registi(1)
- Peter Baldwin, regista e attore statunitense (Winnetka, n.1931 - Pebble Beach, † 2017)

## Rugbisti a 15(2)
- Luke Baldwin, rugbista a 15 inglese (Royal Tunbridge Wells, n.1990)
- Scott Baldwin, rugbista a 15 britannico (Bridgend, n.1988)

## Scrittori(2)
- Faith Baldwin, scrittrice statunitense (New Rochelle, n.1893 - Norwalk, † 1978)
- James Baldwin, scrittore statunitense (New York, n.1924 - Saint-Paul-de-Vence, † 1987)

## Tastieristi(1)
- Bert Baldwin, tastierista, cantante e polistrumentista statunitense (Meriden, n.1959)